# Варем
Варе́м (фр. Waremme, нидерл. Borgworm) — коммуна в Валлонии, расположенная в провинции Льеж, округ Варем. Принадлежит Французскому языковому сообществу Бельгии. На площади 31,04 км² проживают 14 050 человек (плотность населения — 453 чел./км²), из которых 47,87 % — мужчины и 52,13 % — женщины. Средний годовой доход на душу населения в 2003 году составлял 13 034 евро.
Почтовый код: 4300. Телефонный код: 019.
В Вареме родился и умер премьер-министр Бельгии Эдмон Лебюртон, который также был бургомистром города на протяжении 40 лет (1947—1987).